# صندوق الاستثمار الأوروبي
صندوق الاستثمار الأوروبي وكالة تابعة للاتحاد الأوروبي توفر التمويل للشركات الصغيرة والمتوسطة، تأسس في عام 1994 في لوكسمبورغ.
لا تقرض الأموال للشركات الصغيرة والمتوسطة مباشرة؛ بل إنه يوفر التمويل من خلال البنوك الخاصة والصناديق. عملياتها الرئيسية هي في مجالات رأس المال الاستثماري وضمان القروض. المساهمون هم: بنك الاستثمار الأوروبي (62 ٪)؛ الاتحاد الأوروبي، ممثلة في المفوضية الأوروبية (29 ٪)؛ و30 مؤسسة مالية خاصة بالاتحاد الأوروبي (9٪).